# Górales

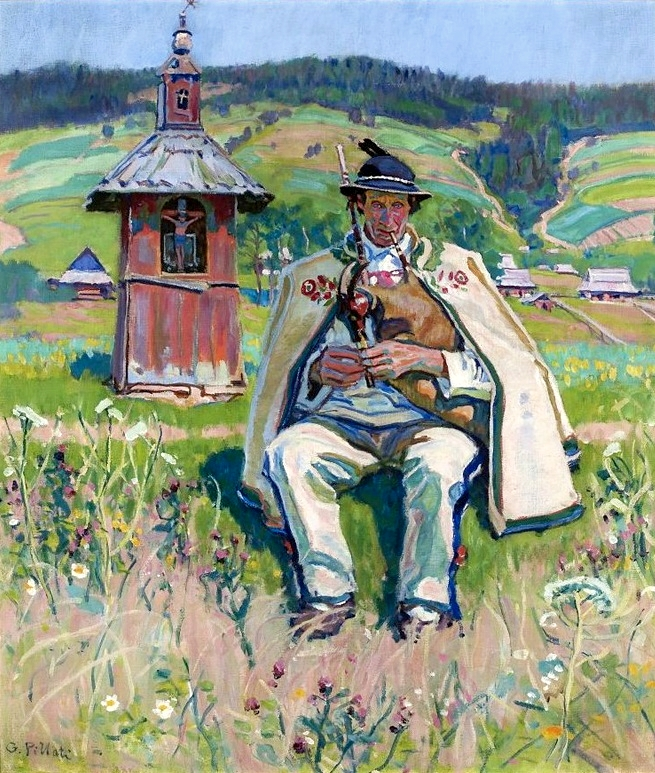
Un góral con una gaita en la Pequeña Polonia

Los górales (en polaco: Górale; en eslovaco: Gorali; en silesio de Cieszyn: Gorole; literalmente «montañeses») son un grupo etnográfico (o étnico) que se encuentra principalmente en su área tradicional del sur de Polonia, el norte de Eslovaquia y en la región de Silesia de Cieszyn en la República Checa (górales de Silesia). También hay una diáspora góral significativa en la zona de Bucovina en la Ucrania Occidental y en el norte de Rumania, así como en Chicago, sede de la Alianza de Montañeses Polacos de América del Norte.

## Población

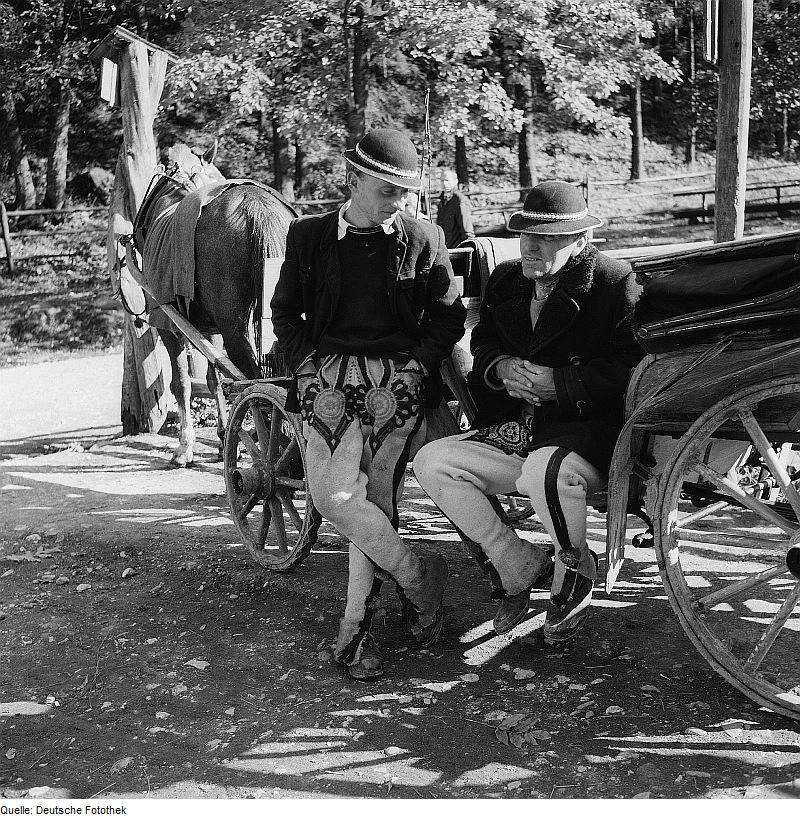
Górales de Zakopane

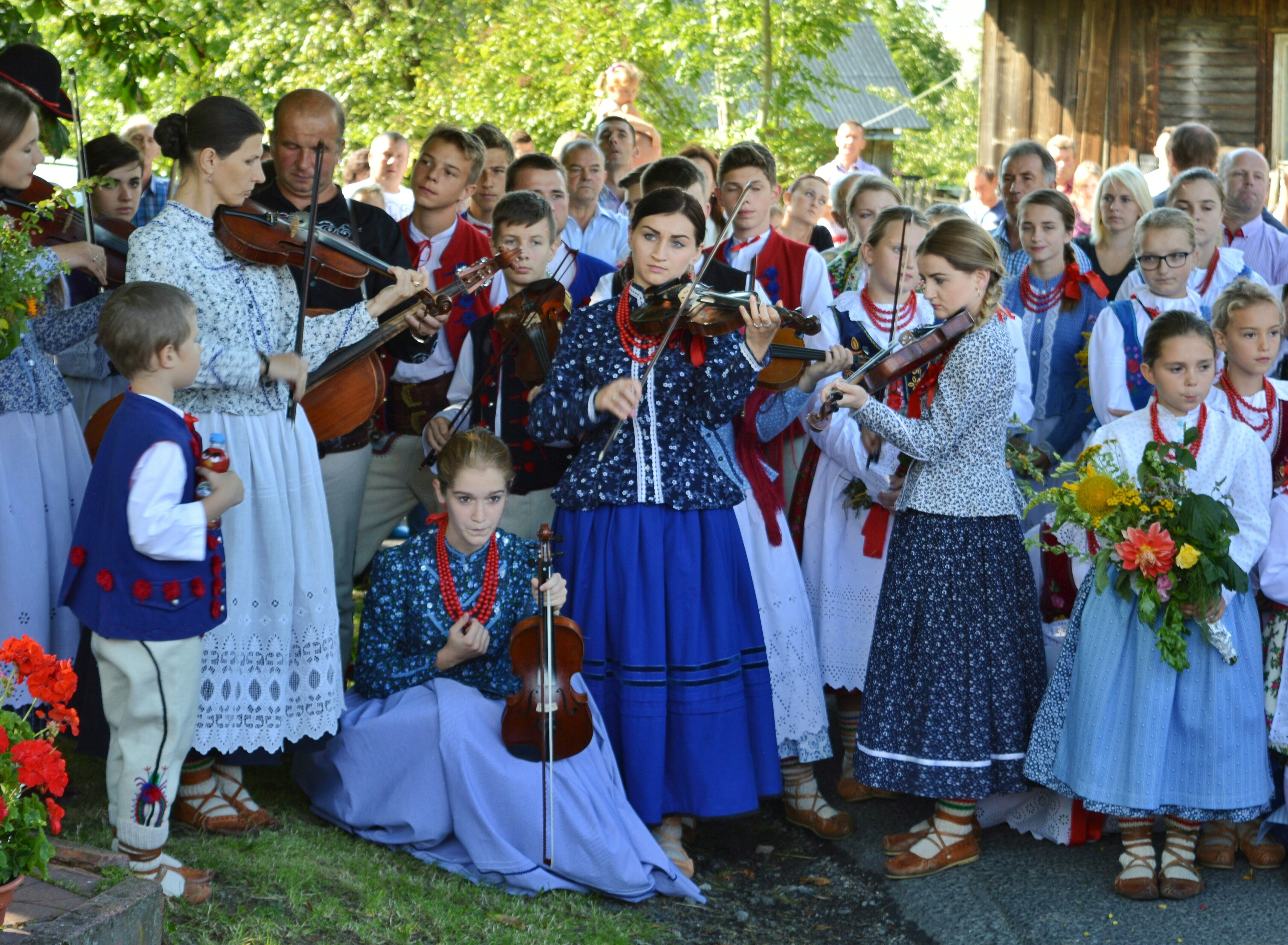
Jóvenes górales de las montañas Beskides (zona de Żywiec) - banda folclórica «Grojcowianie»

En Polonia, la comunidad habita la región geográfica de Podhale de los montes Tatras y partes de las Beskides (Silesia de Cieszyn, Silesia de las Beskides, Żywiec de las Beskides). Después de 1945, cuando los alemanes fueron expulsados de los llamados Territorios Polacos Recuperados, algunos górales de las regiones de Bucovina y Podhale encontraron nuevos hogares en la Baja Silesia en pueblos como Krajanów, Czarny Bór y Borówna en los Sudetes centrales, así como en Złotnik, Brzeźnica y Lubomyśl en el voivodato de Lubusz.
En la actual Eslovaquia viven en 4 grupos separados: en el norte de Spiš (34 pueblos subdivididos en dos grupos), Orava y Kysuce (2 pueblos) y grupos más pequeños en otros 7 pueblos enclave en el norte de Eslovaquia.
Los principales asentamientos de los górales son:
- Zakopane
- Poronin
- Murzasichle
- Zawoja

## Idioma
Los dialectos polacos eslavos occidentales hablados por los górales comparten muchas características lingüísticas con las lenguas eslavas orientales vecinas habladas por otros montañeses de los Cárpatos, especialmente el idioma rusino hablado por los hutsules, lemkos y boikos.
Los diversos dialectos hablados por los górales descienden del protoeslavo del lequítico oriental, área del polaco antiguo, superpuesto por el eslovaco. En particular, el idioma de Podhale, llamado dialecto podhale (en polaco: gwara podhalańska), es de origen polaco, pero ha sido influenciado por el eslovaco en los últimos siglos. Es un subdialecto del grupo de dialectos de la Pequeña Polonia. Además del polaco, el idioma contiene vocabulario de otros orígenes, incluido el eslovaco, las lenguas romances orientales y palabras de origen incierto que tienen afines en otros idiomas de la región de los Cárpatos.
El jabłonkowanie, una característica fonológica similar al mazurzenie, aparece en algunos dialectos de Silesia. Las características de la pronunciación de consonantes palatinas de los siglos XIV y XV (llamadas «arcaísmos de Podhale») se conservan en el dialecto de Podhale. K. Dobroslowski afirmó que el dialecto Podhale tenía préstamos del rumano y albanés (1938), así como elementos del sistema de creencias, música y cultura material similares.

## Historia
En los siglos XVI y XVII, los górales se establecieron en la parte superior de los ríos Kysuca, Orava y parte del norte de Spiš. Estos territorios formaban la parte septentrional del Reino de Hungría. Las regiones montañosas se poblaron con pastores eslavos regidos bajo el derecho valaco. Entre 1803 y 1819, los górales emigraron a Bucovina.

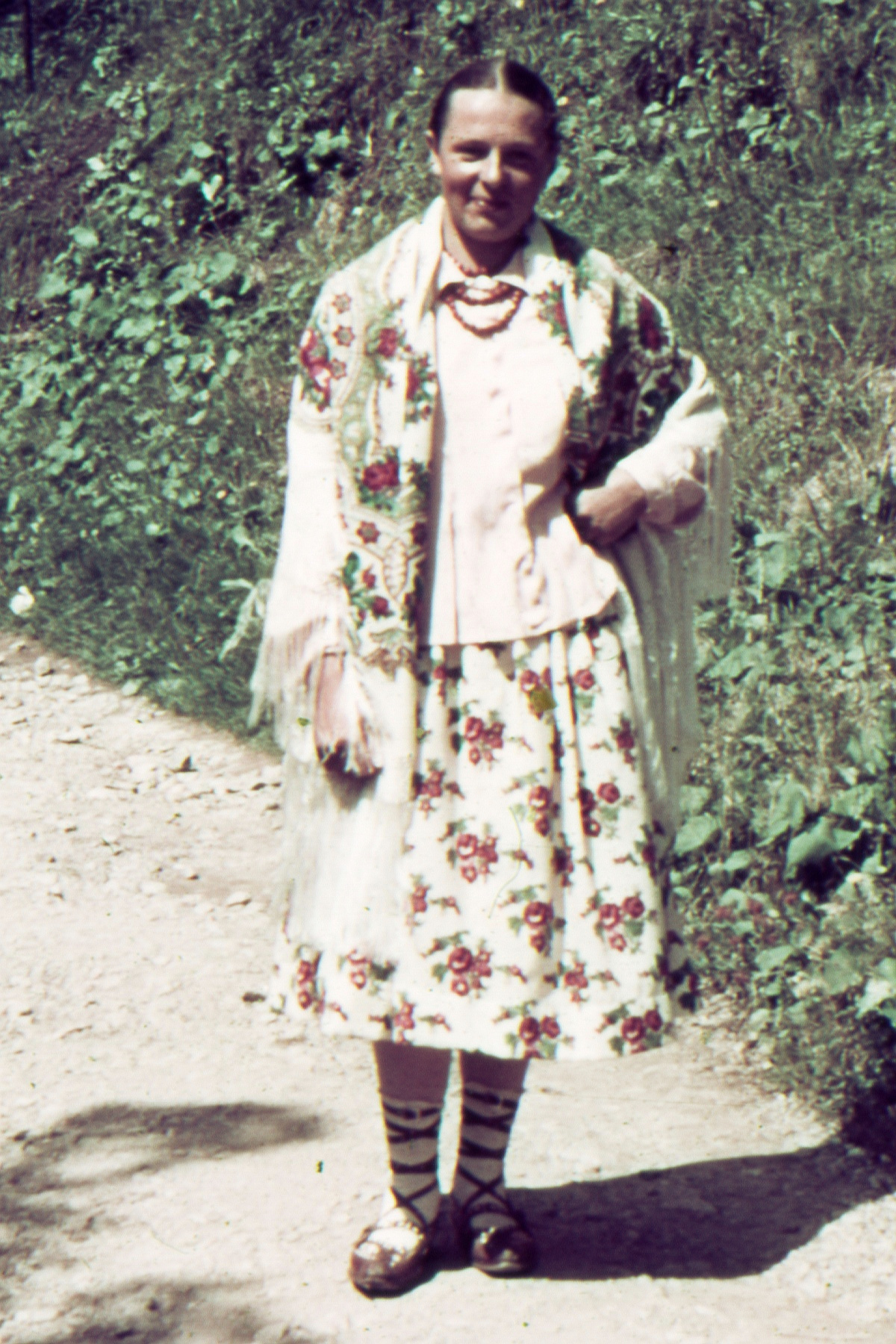
Góral de Zakopane (1938)

Durante la Segunda Guerra Mundial, la Alemania nazi intentó germanizar a los górales, junto con los estonios, letones y lituanos, e incluirlos en los planes de reasentamiento. Según las leyes raciales nazis, los rusos blancos, los górales y los ucranianos eran considerados «indeseables» y, por lo tanto, estaban sujetos a estatutos especiales (leyes laborales y policiales) en los territorios ocupados de la Europa oriental, aunque en un grado más suave que otros grupos étnicos no alemanes. Los teóricos raciales nazis clasificaban a la población góral de 27 000 habitantes como un grupo étnico separado de los polacos. Los denominaron Goralenvolk, fueron considerados parte de la «Gran Raza Germánica» y recibieron un tratamiento distinto de otros polacos.

## Antropología
Los górales y otros pueblos eslavos occidentales de los Cárpatos muestran poca influencia germánica del norte, a diferencia de otras regiones de Polonia. Carleton S. Coon agrupó a los górales con los hutsules en la extremo suroriental de Polonia (actual Ucrania). En el siglo XIX, los eruditos polacos veían a los górales como lingüísticamente cercanos a los polacos, pero tenían estrechos vínculos con la cultura popular eslovaca. Se señaló que la vida social y económica de los górales se parecía a la de la cultura de los pastores valacos.
En un sentido más amplio, los górales representan un grupo etnográfico (o incluso étnico) que comprende ciertos montañeses en los Cárpatos septentrionales, más precisamente estos grupos étnicos:
- Górales
  - Górales de Żywiec (autónimo: żywczaki, pol.: górale żywieccy), de la cuenca de Żywiec en Polonia.
  - Górales de Silesia (autónimo: gorole, pol.: górale śląscy, checo: slezští goralé) de Silesia de Cieszyn en Polonia y República Checa.
  - Górales de Podhale (pl: górale podhalańscy) en Podhale, Polonia.
- Hutsules (ucr.: hutsuly) de Bucovina y Maramureş en Ucrania y Rumania.
- Lemkos (ucr.: lemki, pol.: łemkowie) de Łemkowszczyzna en Polonia, Eslovaquia y Ucrania.
- Boikos (ucr.: boyki, pol.: bojkowie), en Ucrania, Polonia y Eslovaquia.
- Valacos moravos en Valaquia morava, República Checa.

## Identidad nacional

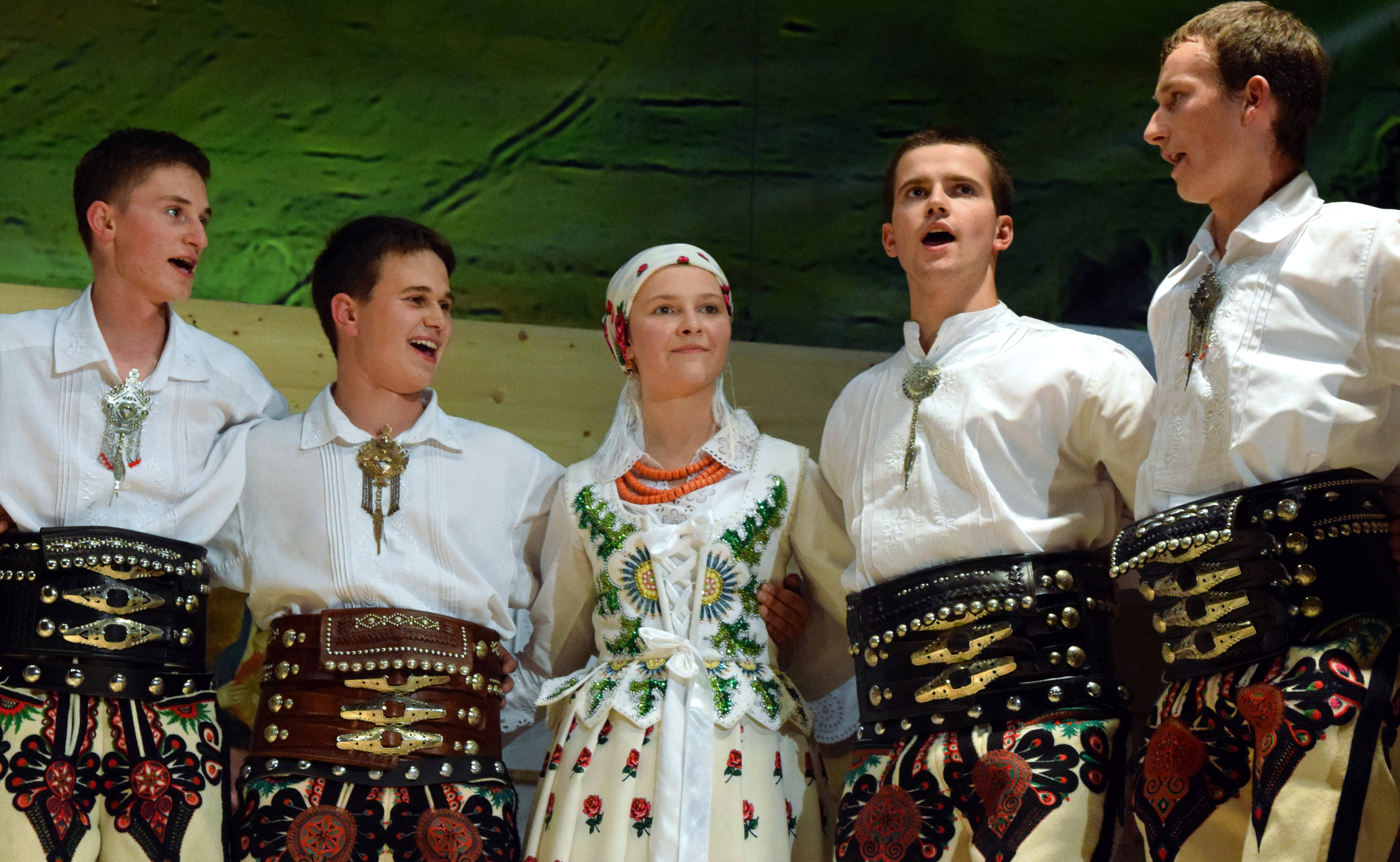
Górales de Podhale, zona de Zakopane

Para la mayoría de los górales de hoy, el factor decisivo en su autoidentificación con una nacionalidad no es étnico, sino territorial. Por ejemplo, aquellos que viven en áreas bajo una larga tradición de pertenencia al Estado polaco, se identifican como polacos, mientras que los que viven en Eslovaquia se han identificado como eslovacos, con notables excepciones a esta regla en ambos lados de la frontera. Si bien el origen del dialecto góral es el polaco, el idioma de los górales en Eslovaquia y en la República Checa está cambiando gradualmente y se está volviendo cada vez más similar al estándar literario en sus respectivos países. Los górales de Silesia de la República Checa se identifican a nivel de nacionalidad como polacos y son miembros de la minoría polaca en Zaolzie, como lo demuestra su actividad comunitaria: el festival anual Gorolski Święto que se celebra en Jablunkov (Jabłonków) es una exhibición local de las tradiciones górales polacas y está organizada por la PZKO (Unión Cultural y Educativa de Polonia). Este festival góral conserva las tradiciones del grupo de nacionalidad polaca en Zaolzie. Es el festival cultural y folclórico más grande de la zona de Zaolzie que reúne a miles de espectadores durante los festejos.
Sin embargo, en ninguna de las ciudades y pueblos de la zona, los polacos son mayoría y algunos górales locales se identifican a nivel de nacionalidad como checos. A este respecto, se puede mencionar el pueblo de Hrčava (el segundo pueblo más oriental de la República Checa), con una gran mayoría de ciudadanos que se declaran por la nacionalidad checa. En este pueblo, los polacos forman solo una minoría del 2%. Los górales locales formaron (como pueblos indígenas) una mayoría en el pasado. Hablan el dialecto regional en la comunicación diaria.
Históricamente, la cuestión de su identidad étnica ha sido controvertida y ha dado lugar a reclamaciones y contrarreclamaciones tanto de Polonia como de Checoslovaquia. Los górales, como muchas otras comunidades campesinas de la Europa Central, determinaron sus propias identidades étnicas dentro del sistema del Estado nacional durante el siglo XIX y principios del XX. Los antropólogos estadounidenses denominaron a los górales como «rusos negros», aunque señalaron que los górales occidentales hablaban polaco. Aunque tanto polacos como eslovacos generaron propaganda nacionalista, este proceso de identificación de los górales con una nacionalidad aún no se había completado cuando se fijó la frontera en 1924. Un ejemplo notable fue Ferdynand Machay, un sacerdote nacido en Jabłonka, Orava; Piotr Borowy de Rabča, Orava y Wojciech Halczyn de Lendak, Spiš, quienes asistieron a la Conferencia de Paz de París en 1919 y, durante una audiencia personal, presionaron al presidente de los EE. UU. Woodrow Wilson para que asignara estas tierras a Polonia.

## Cultura

### Arquitectura

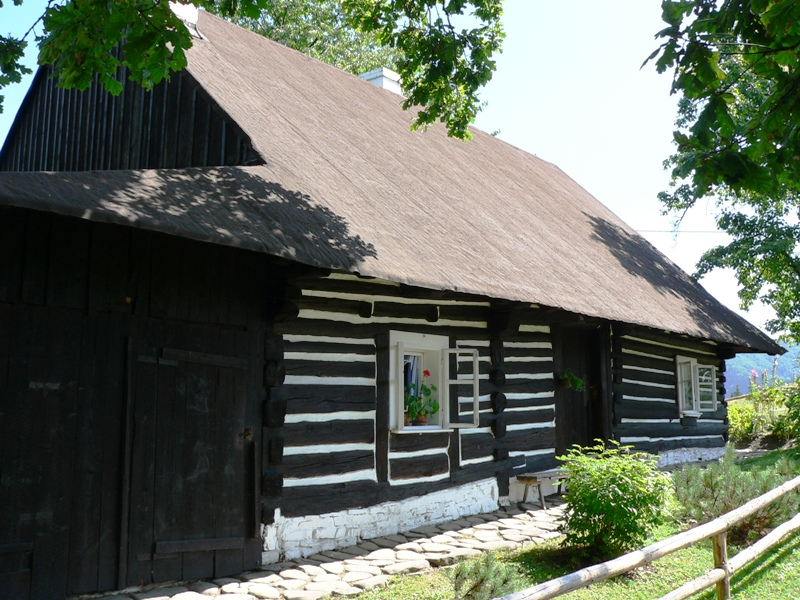
Casa tradicional góral de madera (drzewiónka) cerca del monte Filipka en Silesia de las Beskides.

La arquitectura de estilo Zakopane, creada a finales del siglo XIX, se mantiene como una tradición góral. El estilo arquitectónico se basa en la arquitectura local y la arquitectura vernácula de los Cárpatos, y está muy extendida en la región de Podhale.

### Música

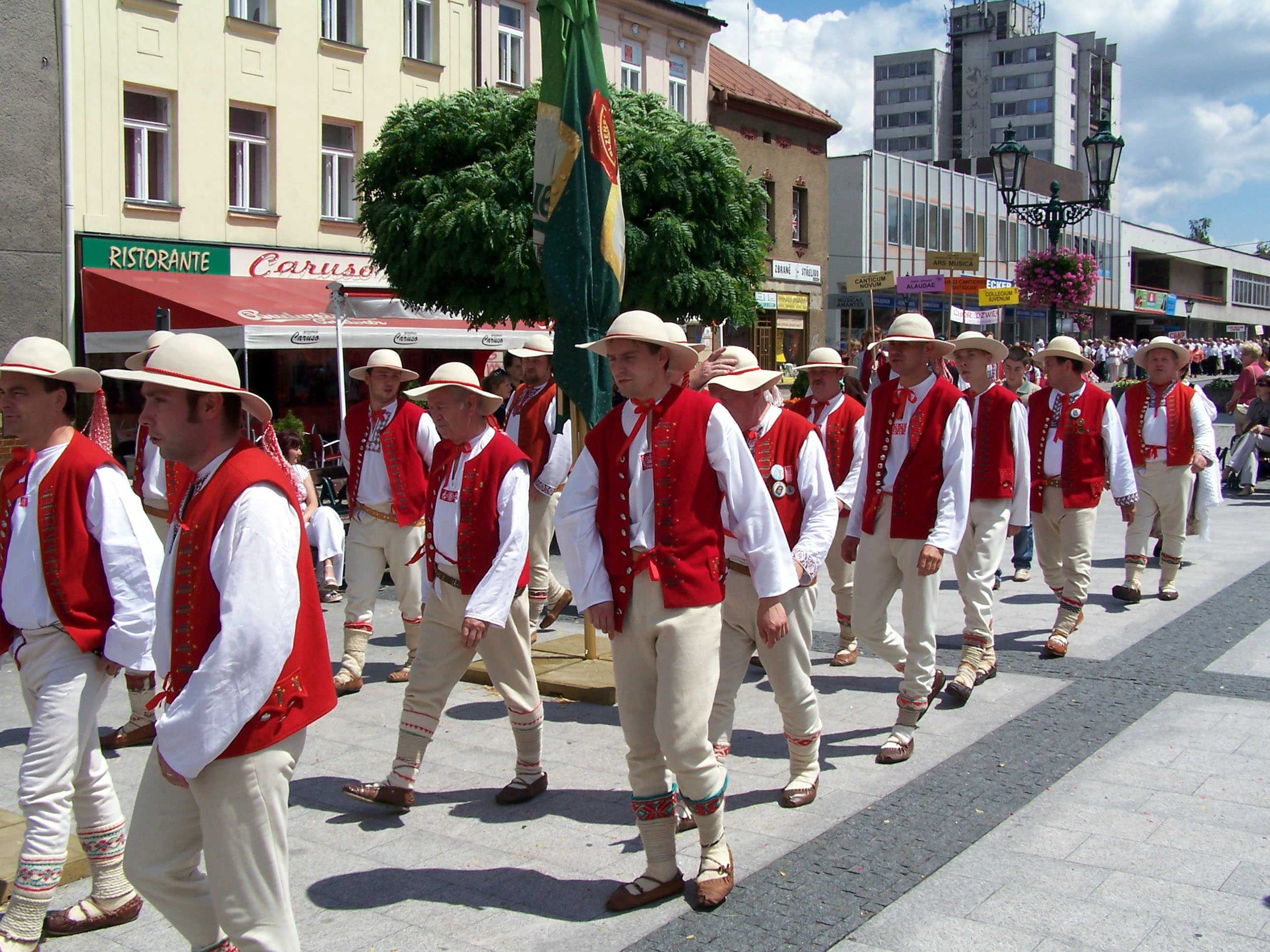
Coro de hombres Gorol de Jablunkov (Jabłonków) durante el desfile al comienzo del Jubileuszowy Festiwal PZKO 2007 en Karviná (Karwina).

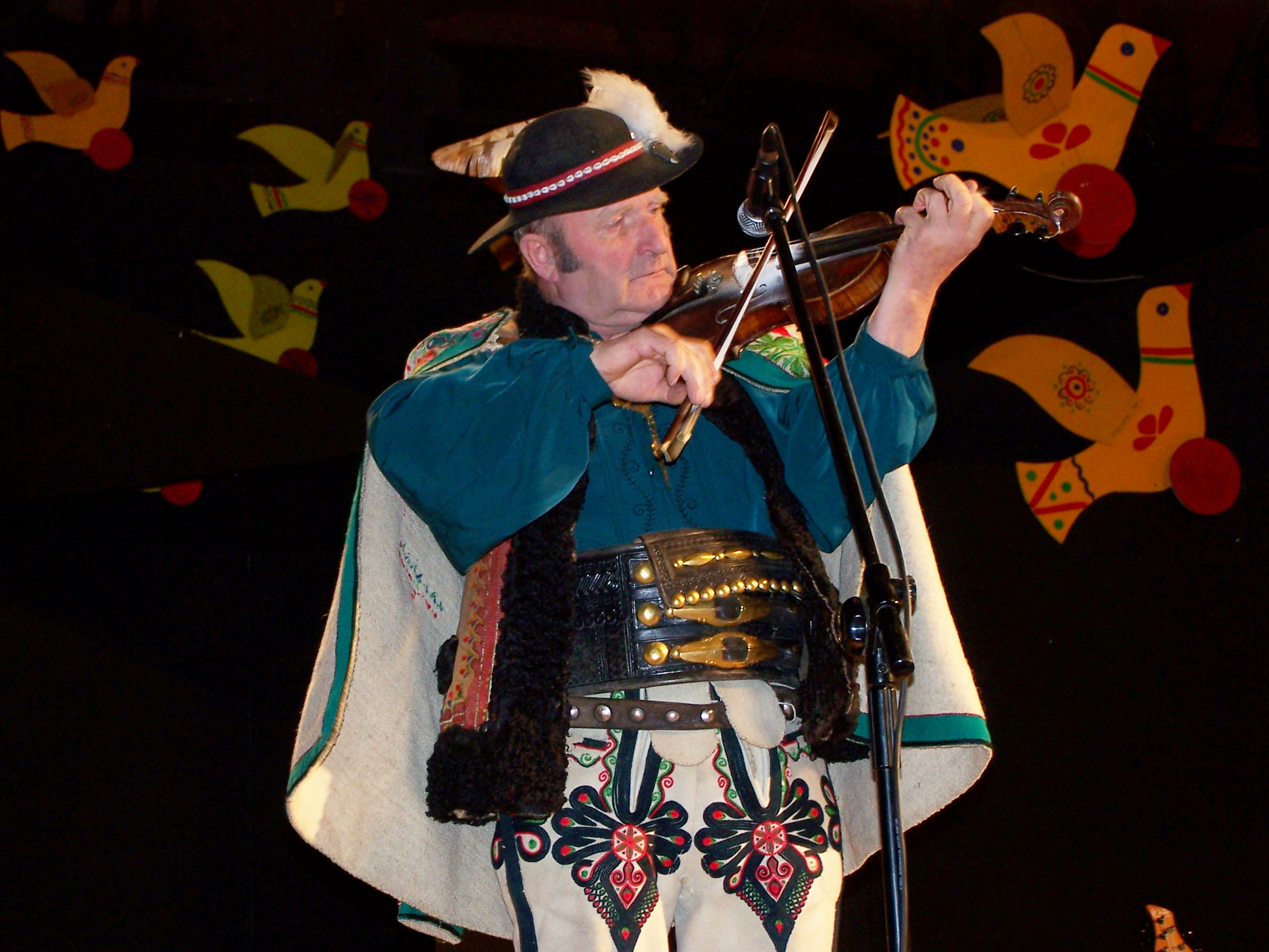
Góral de Podhale – miembro de la banda folclórica Trebunie-Tutki de Zakopane.

Zakopower es un popular grupo musical de folk-pop de Zakopane. El grupo musical popular Trebunie-Tutki de Zakopane mezcla la música tradicional góral con el reggae.

### Trajes folclóricos

#### Broches
Durante siglos, los broches han sido un elemento importante de los trajes tradicionales de los montañeses polacos. Originalmente utilizados para sujetar camisas, dejaron de usarse cuando los botones se hicieron populares, quedando solo como adornos. A principios del siglo XX ya eran raros, empleados solo por pastores mayores y jóvenes, que pastaban sus ovejas en los pastos de montaña. En las décadas de 1920 y 1930 fueron considerados artículos de colección y buscados por los turistas. En Zakopane se usaban a menudo como adornos para la «cucha» (ropa de abrigo), suéteres u ocasionalmente en bolsas de cuero. Hoy en día, los broches son un elemento popular entre los montañeses de la región de Podhale, pero la forma en que se usan difiere de la original: en lugar de abrocharse las camisas, generalmente se les adhiere o cosen.

#### Parzenica(bordado)
El bordado de parzenica se remonta a mediados del siglo XIX. Inicialmente eran simples lazos de cordones, que se usaban para reforzar los cortes en la parte delantera de los pantalones de tela. Tenían funciones prácticas y protegían la tela para que no se deshilachara. El aspecto moderno de la parzenica obtuvo de aquellos sastres que comenzaron a usar hilo rojo o azul marino, aumentando simultáneamente el número de bucles. Más tarde, el diseño de la aplicación fue reemplazado por bordado. El uso de hilo de lana permitió que la parzenica se volviera más colorida y, finalmente, se convirtió en una ornamentación de pantalón independiente, desarrollada por talentosos sastres y bordadores.

#### Corsés
En la segunda mitad del siglo XIX se puso de moda en la región de Podhale adornar los corsés con representaciones de cardos y flores de las nieves (Edelweiss). Estos motivos fueron los más populares a principios del siglo XX. Cuando el «estilo de Cracovia» se puso de moda, los montañeses de la región de Podhale comenzaron a adornar los corsés con lentejuelas brillantes y perlas de vidrio.

#### Otros
En Silesia de Cieszyn y el norte de Eslovaquia, el hacha de pastor y los elementos del traje popular se denominan Vlach (en polaco: wałaska, wałaszczaki, en eslovaco: valaška).
Los trajes de los montañeses en sus colecciones tienen los siguientes museos, por ejemplo: el Museo Nacional de Etnografía en Varsovia, el Museo Tatra en Zakopane, el Museo Etnográfico de Cracovia y el Museo de la Ciudad de Żywiec.

### Religión
Los górales son miembros de la Iglesia católica y a menudo se destacan por su acérrima religiosidad.
El Santuario de Nuestra Señora de Ludźmierz es de particular importancia para los górales, ya que es el monumento más antiguo de la región de Podhale. Hay numerosos cultos relacionados con la iglesia.